# Sztipánovics Barnabás
Sztipánovics Barnabás (Siklós, 1974. július 2. –) válogatott labdarúgó, csatár.

## Pályafutása

### A válogatottban
1999-ben egy alkalommal szerepelt a válogatottban.

## Sikerei, díjai
- Horvát bajnokság
  - 2.: 1998–99
- Szlovén bajnokság
  - bajnok.: 2000–01, 2001–02

## Statisztika

### Mérkőzése a válogatottban
| Magyarország | Magyarország      | Magyarország                | Magyarország | Magyarország | Magyarország        | Magyarország | Magyarország | Magyarország |
| #            | Dátum             | Helyszín                    | Hazai        | Eredmény     | Vendég              | Kiírás       | Gólok        | Esemény      |
| ------------ | ----------------- | --------------------------- | ------------ | ------------ | ------------------- | ------------ | ------------ | ------------ |
| 1.           | 1999. március 10. | Budapest, Üllői úti Stadion | Magyarország | 1 – 1        | Bosznia-Hercegovina | barátságos   | -            | 85'          |
|              | Összesen          |                             |              | 1            | mérkőzés            |              | 0            | gól          |